# Alduí (rei longobard)
Alduí o Aldoí fou un rei longobard del segle vi. Va succeir al rei Gualtari (Waltharius) vers el 530. Vers el 541 fou reconegut com a federat de l'Imperi Romà d'Orient obtenint un fœdus de l'emperador Justinià I que li va concedir Pannònia i el Nòric i alguns subsidis. A partir del 551 va haver d'enviar mercenaris a Itàlia al servei de Narses contra els ostrogots i el 552 almenys cinc mil guerrers longobards van participar activament a la derrota ostrogoda als flancs del Vesuvi (batalla del Mont Lactari). Va morir vers 563, i el va succeir el seu fill Alboí.